# MT Melsungen
| MT Melsungen        | MT Melsungen     |
| ------------------- | ---------------- |
| Nadimak:            | -/-              |
| Osnovan:            | 1861.            |
| Boje kluba:         | crveno-bijelo    |
| Trener:             | Robert Hedin     |
| Dvorana:            | Rothenbach-Halle |
| Sjedećih mjesta:    | 4.200            |
| Sezona 2006./07.:   |                  |
| Njemačko prvenstvo: | 12. mjesto       |
| Njemački kup:       | -/-              |

MT Melsungen je rukometni klub i natječe se u  Prvoj njemačkoj rukometnoj ligi.

## Poznati igrači koji su nastupali ili nastupaju za MT Melsungen
- David Mandić
- Ivan Martinović

## Vanjske poveznice
- Službene stranice kluba